# Хагагортян, Эдуард Арамович
Эдуа́рд Ара́мович Хагагортя́н (арм. Էդուարդ Արամի Խագագորտյան; 15 июля 1930, Тбилиси — 3 января 1983) — советский армянский композитор и музыкально-общественный деятель, сделавший большой вклад в музыкальную культуру Советского Союза. Автор музыки ко многим фильмам. Заслуженный деятель искусств РСФСР (1979).

## Биография
Родился в 1930 году в Тбилиси, мать — Арфения Эйрамджан. Правнук Газароса Агаяна. Двоюродный брат режиссёра Анатолия Эйрамджана. Жена — Амалия Аршаковна Хагагортян.
В музыкальной школе научился играть на скрипке, поступил в Ереванскую консерваторию, где учился по классу композиции у Григория Егизаряна. После выпуска в 1955 году поступил аспирантом в Московскую консерваторию у Арама Хачатуряна.
Хагагортян вошёл в Союз композиторов СССР в 1964 году, спустя 1970 стал членом правления. С 1973 года занимал должность заместителя главного редактора издательства «Советский композитор». В 1979 году получил звание Заслуженный деятель искусств РСФСР.Член КПСС с 1958 года.
Профессионально интересовался народной музыкой, сделал несколько записей; его композиторский стиль также испытал влияние Фольклорфольклора.
Умер в январе 1983 года. Похоронен на Ваганьковском кладбище. Рядом с ним похоронена дочь Наринэ — композитор, выпускница теоретического факультета МГК имени Чайковского, скончавшаяся в 2000 году.

## Музыкальные произведения
- Оперы:
  - «Кот и Пёс» (1958)
  - «Шапка с ушами» (1976)
- Балеты:
  - «Соловей и Роза» (1956)
  - «Сонна» (1957)
- Музыкальная спектакли:
  - «Каринэ» (1980)
- Симфонии

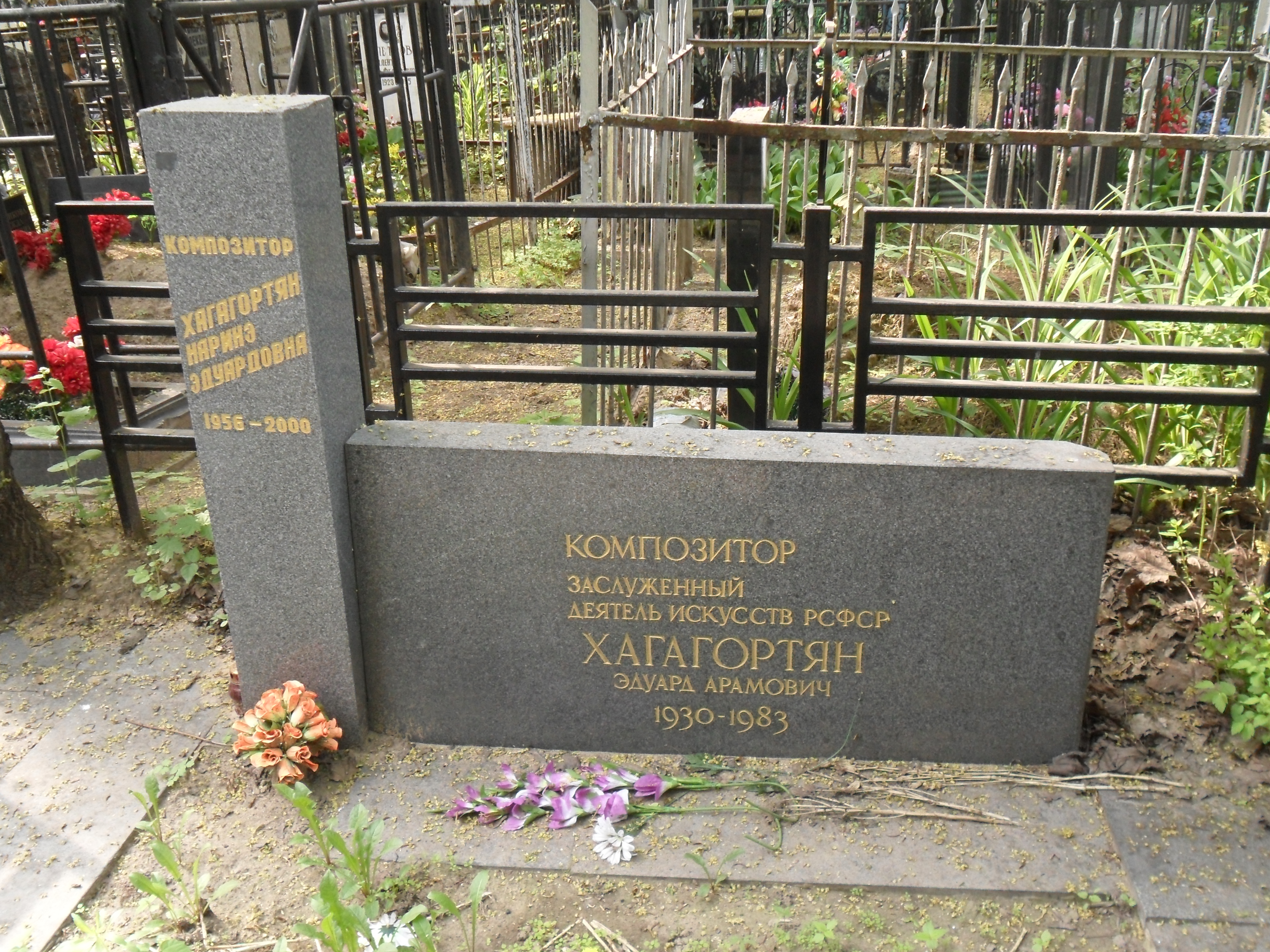
Ваганьковское кладбище

  - № 1, № 2, № 3, № 4, № 5, № 6 Для большого симфонического оркестра (1962—1980)
- Оратории:
  - Ленин и Али (1958)
  - Гимн труду (1975)
- Симфонические поэмы:
  - «Ода Ленину» (для солиста, хора и оркестра.Слова М. Геттуева, 1978)
  - «Баллада о двадцати шести» (для солистов, хора и оркестра, 1981)
- Вокальные циклы:
  - На слова Е. Чаренца (1960)
  - На слова Л. Серостановой (1964)
- Концерты
  - Для кларнета с оркестром (1966)
  - Для арфы с оркестром (1970)
- Праздничная увертюра (1970)
- 10 концертных пьес для духового оркестра (1971)
- Торжественная ода (1980)
- Танцевальная сюита (1980)
- Три струнных квартета (1949-78)
- Фортепианный квинтет (1960)
- 9 характерных пьес для малого оркестра (1980)
- Произведения для сольных инструментов:
  - Фортепиано
  - Виолончели
  - Флейты
- Хоры

## Музыка к кинофильмам
- Шахсенем и Гариб — 1963
- Следы уходят за горизонт — 1964
- Чинара на скале — 1965
- Восточный коридор — 1966
- За нами Москва — 1967 (Исторический / Биографический)
- В горах мое сердце — 1967
- Дорога в тысячу вёрст — 1968
- Песнь о Маншук — 1969 (Драма)
- Голубое и зелёное (короткометражный) — 1970
- Один из нас — 1970 (Военный)
- Белая земля — 1971
- Солдатёнок (короткометражный) — 1972
- Спасённое имя — 1972
- Тайна предков — 1972 (Киноповесть)
- Вечерний звон — 1973
- Однажды летом (киноальманах) — 1973
- Мегрэ и старая дама (фильм-спектакль) — 1974
- Одиножды один — 1974 (Трагикомедия)
- Самый жаркий месяц — 1974 (Драма)
- Выбор — 1975
- Что с тобой происходит? — 1975 (Киноповесть)
- Воспоминание… — 1977
- Хочу быть министром — 1977 (Киноповесть)
- Срочный вызов — 1978
- Аллегро с огнём — 1979 (Драма)
- Фрак для шалопая — 1979 (Приключения)
- На исходе лета — 1980
- Серебряный рог Ала-Тау — 1980
- Государственная граница. Фильм 1: «Мы наш, мы новый…» — 1980
- Государственная граница. Фильм 2: «Мирное лето 21-го года…» — 1980
- Год дракона — 1981 (Исторический / Биографический)
- Не ставьте лешему капканы…— 1981 (Драма)
- От зимы до зимы — 1981 (Киноповесть)
- Смотри в оба! — 1981 (Приключения)
- Государственная граница. Фильм 3: «Восточный рубеж» — 1982
- Инспектор ГАИ — 1982 (Драма)
- Конфликтная ситуация — 1982
- Профессия — следователь — 1984 (Детектив)
- Государственная граница. Фильм 4: «Красный песок» — 1984 (Используемая музыка)
- Государственная граница. Фильм 6: «За порогом победы» — 1987 (Используемая музыка)
- Государственная граница. Фильм 8: «На дальнем пограничье» — 1988 (Используемая музыка)